# Тарасюк, Анна Юрьевна
Анна Юрьевна Вебер (урождённая Тарасю́к; род. 30 октября 1997, Минск) — белорусская метательница копья, чемпионка юношеских Олимпийских игр в Нанкине (2014) и Всемирной Гимназиады в Бразилии (2013). Мастер спорта международного класса Республики Беларусь.

## Общая информация
Родилась в семье метательницы копья Натальи Шиколенко и Юрия Тарасюка, заслуженного тренера БССР, мастера спорта международного класса по легкой атлетике, неоднократного чемпиона Беларуси в метании молота.
Окончила ГУО "Гимназия № 16 г. Минска". Являлась стипендиатом Президентского спортивного клуба. Тренером Анны является её мать — чемпионка мира 1995 г. и серебряный призёр XXV Олимпийских игр (Барселона, 1992 г.) в метании копья Наталья Шиколенко. Окончила в Белорусский государственный университет физической культуры.

## Спортивные достижения
- Европейский юношеский олимпийский фестиваль 2013, Утрехт, Нидерланды — серебро.
- Евразийские игры 2013 — золото.
- Всемирная Гимназиада по летним видам спорта 2013, Бразилия — золото.
- Летние юношеские Олимпийские игры 2014 в Нанкине (КНР) — золото[2].
  - Кубок Европы по метаниям 2018, Лейрия (Португалия) - серебро.

Личный рекорд — метание копья на 59.52 м (25 августа 2014 г. в Нанкине).